# Mroki miasta
Mroki miasta lub Noc i miasto (ang. Night and the City) – amerykański film sensacyjny z 1992 roku w reżyserii Irwina Winklera. Jest to remake filmu z 1950 roku pod tym samym tytułem oraz adaptacja powieści Gerarda Kersha. Wyprodukowana przez 20th Century Fox.

## Opis fabuły
Adwokat Harry (Robert De Niro) chce zostać promotorem walk bokserskich. By zdobyć fundusze na organizowanie walk, wykorzystuje znajomości i angażuje byłego boksera. Agent zajmujący się promocją walk pięściarzy, Boom Boom (Alan King), stara się pokrzyżować plany Harry'ego.

## Obsada
- Robert De Niro jako Harry Fabian
- Jessica Lange jako Helen
- Alan King jako Boom Boom Grossman
- Jack Warden jako Al Grossman
- Cliff Gorman jako Phil
- Eli Wallach jako Peck
- Barry Primus jako Tommy
- Henry Milligan jako Cotton